# Boxberg (Baden)

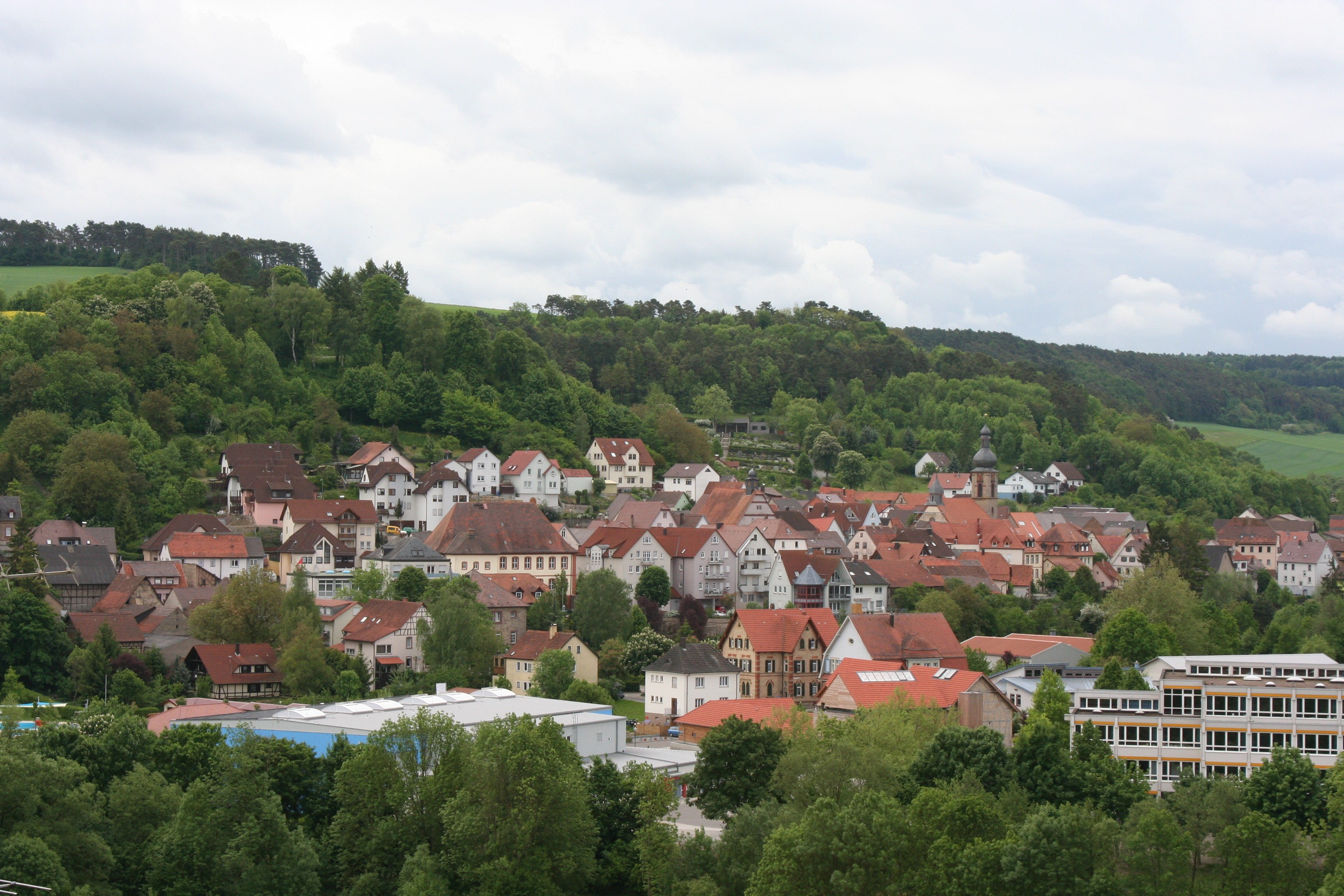
Blick auf Boxberg

Boxberg (ⓘ) ist eine Stadt im Main-Tauber-Kreis im fränkisch geprägten Nordosten Baden-Württembergs.

## Geographie

### Lage
Eingebettet in das Umpfertal und den Schüpfer Grund liegt Boxberg mit seinen zwölf Ortsteilen im Tauberland in 150 bis 400 Meter Höhe über Normalhöhennull.

### Klima

Niederschlags-Diagramm

Der Jahresniederschlag beträgt 626 mm. Der Niederschlag liegt im unteren Drittel der Messstellen des Deutschen Wetterdienstes. 25 % zeigen niedrigere Werte an. Der trockenste Monat ist der Februar; am meisten regnet es im Juni. Im niederschlagreichsten Monat fällt ca. 1,9-mal mehr Regen, als im trockensten Monat. Die jahreszeitlichen Niederschlagschwankungen liegen im unteren Drittel. In 27 % aller Orte schwankt der monatliche Niederschlag weniger.

### Schutzgebiete
In Boxberg gibt es drei Naturschutzgebiete:
- Äußeres Ried: 22,5 ha; Stadt Boxberg, Gemarkung Wölchingen
- Kailstadt-Mühlhelde: 37 ha; Stadt Boxberg, Gemarkungen Schweigern und Bobstadt
- Trockenhang im Lötal: 3,3 ha; Stadt Boxberg, Gemarkung Schweigern

Daneben gibt es auf dem Gebiet der Stadt Boxberg insgesamt 34 als Naturdenkmal geschützte Objekte.
Das FFH-Gebiet Westlicher Taubergrund liegt teilweise auf der Gemarkung von Boxberg. Daneben gibt es auf der Boxberger Gemarkung noch sieben Wasserschutzgebiete.

### Stadtgliederung

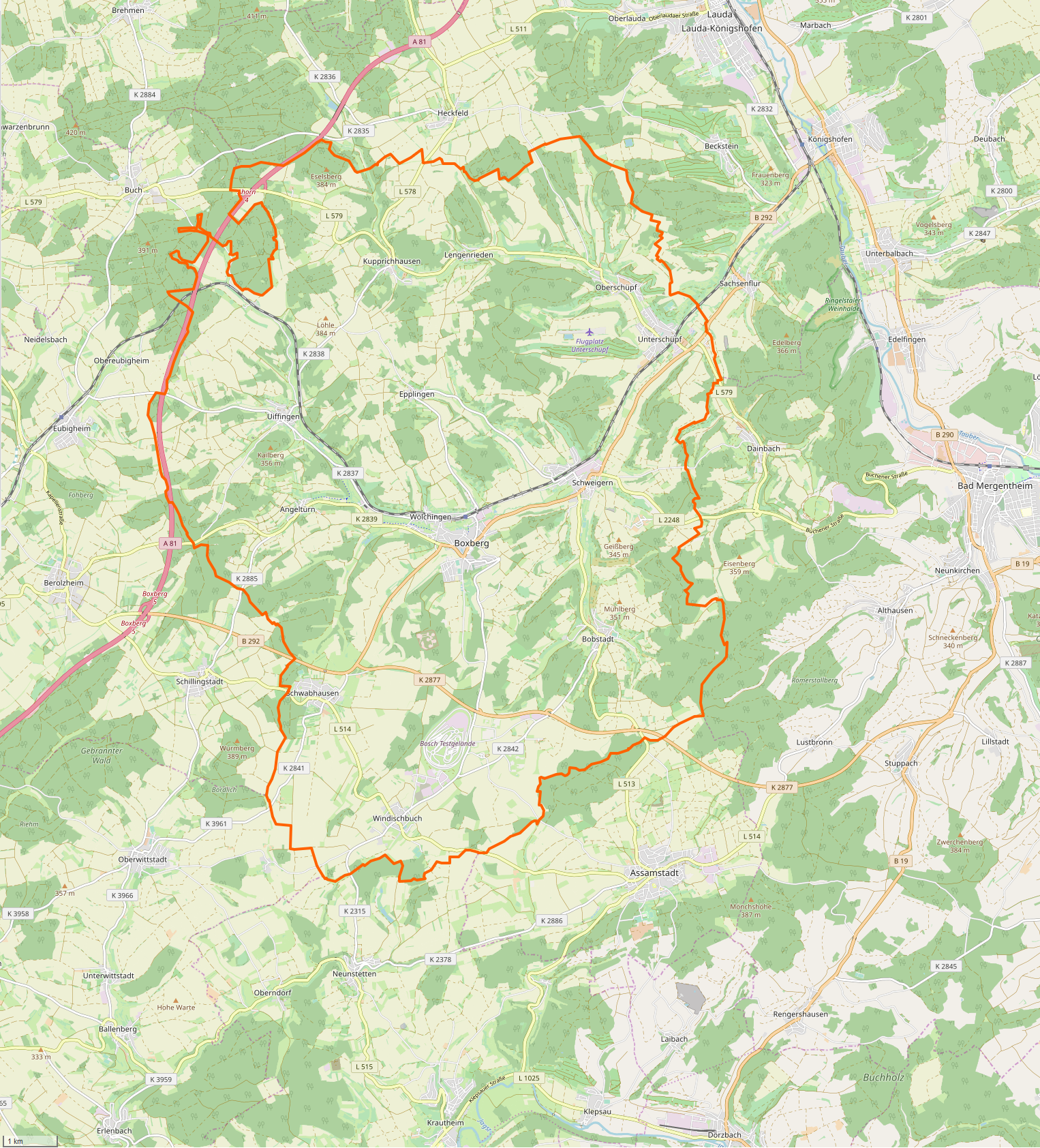
Gemarkung und Lage der Stadt Boxberg (Baden)

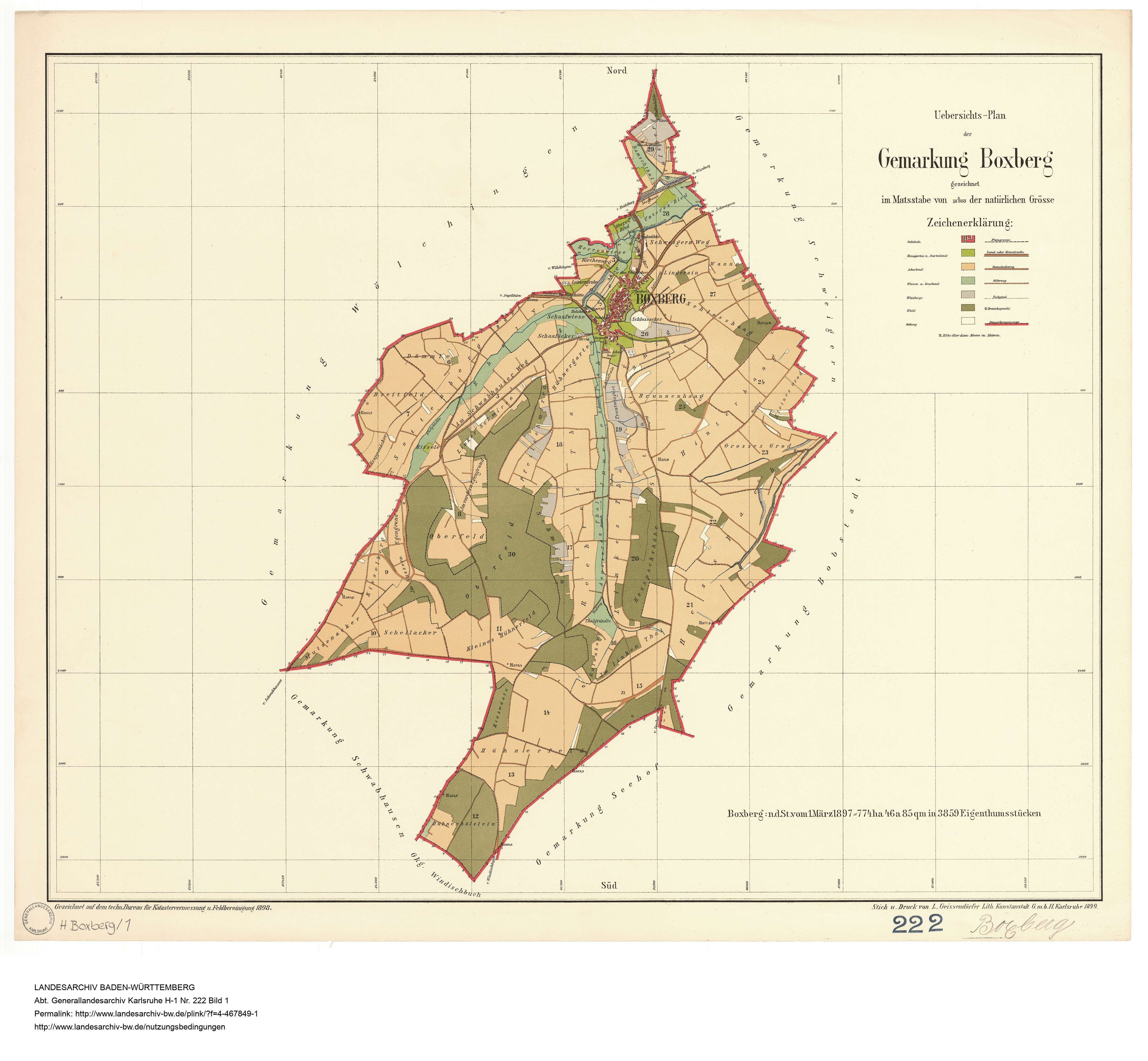
Gemarkung der Kernstadt Boxberg, 1899

Zu Boxberg gehören neben der Kernstadt Boxberg etwa 20 weitere Dörfer, Weiler, Höfe und Häuser, darunter die ehemals selbstständigen Gemeinden Angeltürn, Bobstadt, Epplingen, Kupprichhausen, Lengenrieden, Oberschüpf, Schwabhausen, Schweigern, Uiffingen, Unterschüpf, Windischbuch und Wölchingen.
- Zur ehemaligen Gemeinde Angeltürn gehören das Dorf Angeltürn (⊙) sowie die abgegangene Ortschaft Brechelberg.
- Zur ehemaligen Gemeinde Bobstadt gehören das Dorf Bobstadt (⊙) und die Wohnplätze Börzel (⊙), Heßbach (⊙) und Talmühle (⊙) sowie die abgegangenen Ortschaften Sole und Schuckhof.
- Zur Stadt Boxberg in den Grenzen von 30. Juni 1971 gehören die Stadt Boxberg (⊙) sowie die in Boxberg aufgegangene Ortschaft Wanshowen (⊙).
- Zur ehemaligen Gemeinde Epplingen gehört das Dorf Epplingen (⊙) und der Wohnplatz Aussiedlerhöfe Wanne (⊙).
- Zur ehemaligen Gemeinde Kupprichhausen gehören das Dorf Kupprichhausen (⊙) und der Wohnplatz Ahornhof (⊙) sowie die abgegangenen Ortschaften Dietenhausen, Goldberg, Meisenheim und Weildorf.
- Zur ehemaligen Gemeinde Lengenrieden gehört das Dorf Lengenrieden (⊙).
- Zur ehemaligen Gemeinde Oberschüpf gehört das Dorf Oberschüpf (⊙).
- Zur ehemaligen Gemeinde Schwabhausen gehört das Dorf Schwabhausen (⊙) und die Wohnplätze Aussiedlerhöfe Brücklein (⊙) und Aussiedlerhöfe Hofgrund (⊙).
- Zur ehemaligen Gemeinde Schweigern gehört das Dorf Schweigern (⊙) und die Wohnplätze Lärchenweg (⊙), Mühlheide (⊙), Nickelstein (⊙), Planken (⊙), Steinbusch (⊙) und Ziegeleiapparatebau (⊙) sowie die abgegangenen Ortschaften Kailstadt und Wingelstadt.
- Zur ehemaligen Gemeinde Uiffingen gehören das Dorf Uiffingen (⊙), der Weiler Gräffingen (Hof) (⊙) und die Wohnplätze Aussiedlerhof Eubigheimerweg (⊙), Aussiedlerhof Götzenbrunnen (⊙), Hagenmühle (⊙), Mittelmühle (⊙) und Obermühle (⊙) sowie die abgegangenen Ortschaften Hachtel, Niederweiler und Rieden.
- Zur ehemaligen Gemeinde Unterschüpf gehört das Dorf Unterschüpf (⊙) und der Wohnplatz Talhof (⊙).
- Zur ehemaligen Gemeinde Windischbuch gehören das Dorf Windischbuch (⊙), das Gehöft Seehof (⊙) und die Wohnplätze Gewerbegebiet Am Seehof (⊙) und Schollhöfer Straße (⊙).
- Zur ehemaligen Gemeinde Wölchingen gehören das Dorf Wölchingen (⊙) und der Wohnplatz Waldhaus (⊙) und möglicherweise die abgegangene Ortschaft Giffinger Grund.

### Flächenaufteilung
Nach Daten des Statistischen Landesamtes, Stand 2014.

## Geschichte

### Mittelalter
Boxberg wurde vermutlich um das Jahr 600 gegründet. Von den ersten Siedlungstätigkeiten zeugen Funde der Merowingerzeit. In den ersten Schriftquellen hieß der Ort zunächst noch Wanshofen. Durch Euboko, einen Gefolgsmann von König Konrad I., wurde die Burg Boxberg über dem Ort errichtet. Die Edelherren von Boxberg kamen um das Jahr 1144 auf die Burg. Vermutlich schon um 1250 erhielt Boxberg Stadt- und Marktrechte. Während der Zeit der Stammesherzogtümer gehörte Boxberg zum Herzogtum Franken.
Stadt, Burg und Herrschaft Boxberg gingen 1287 an die Johanniter von Wölchingen, die hier eine bedeutende Niederlassung (Kommende) hatten. Der Würzburger Bischof Berthold II. von Sternberg tauschte somit dieses Hochstiftslehen gegen Burg Schweinberg. Der Orden verlegte in der Folgezeit die Leitung seiner Kommende (Komtursitz) nach Boxberg. Im Jahr 1381 verkauften die Johanniter ihren Boxberger Besitz an die Ritter von Rosenberg.
1470 verbündeten sich Kurpfalz, Kurmainz und das Hochstift Würzburg gegen die „räuberischen“ Rosenberger und zerstörten deren Burgen, auch die von Boxberg. Später erhielten die Rosenberger den Boxberger Besitz als pfälzisches Lehen zurück.

### Neuzeit

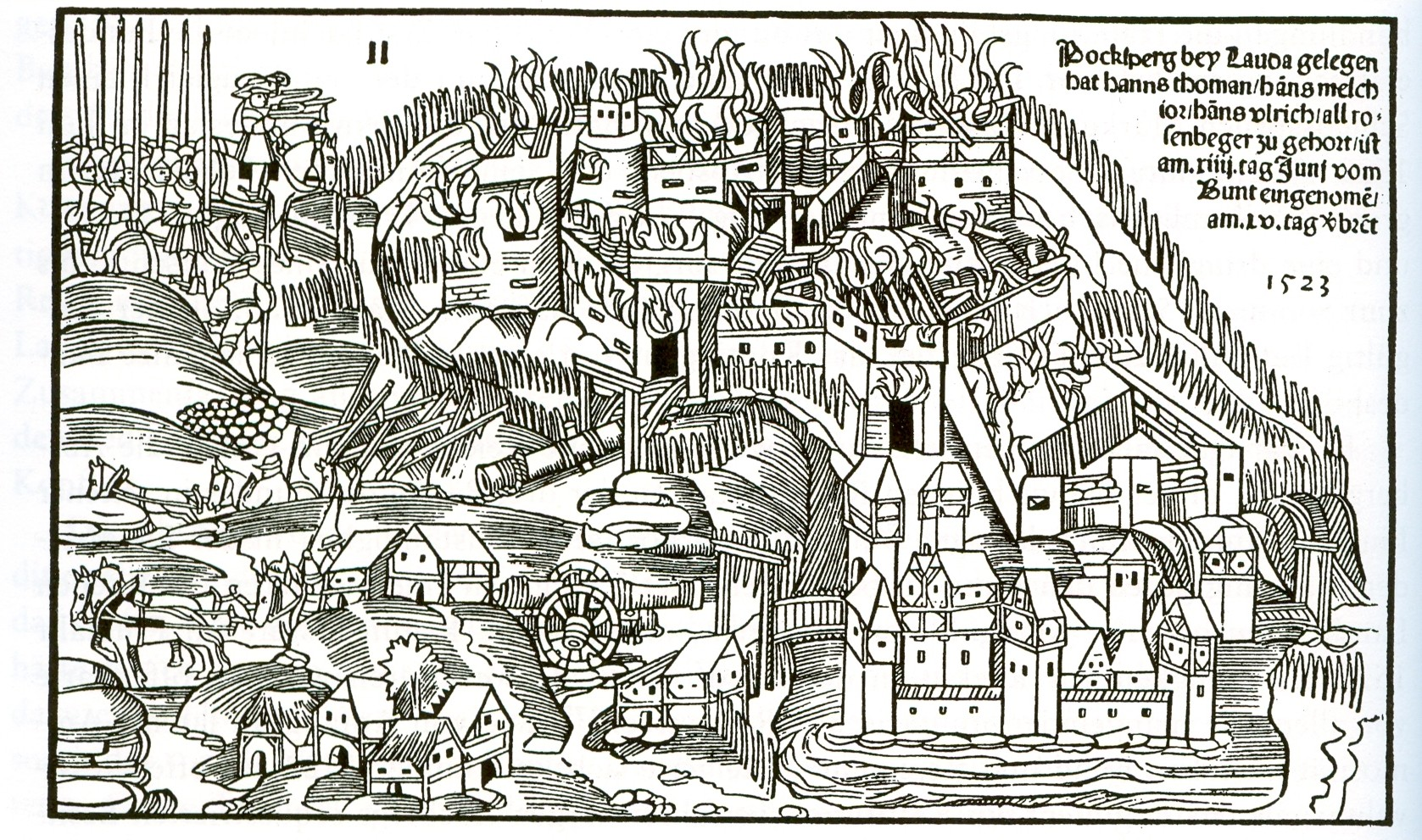
Zerstörung der Burg Boxberg 1523. Holzschnitt von Hans Wandereisen

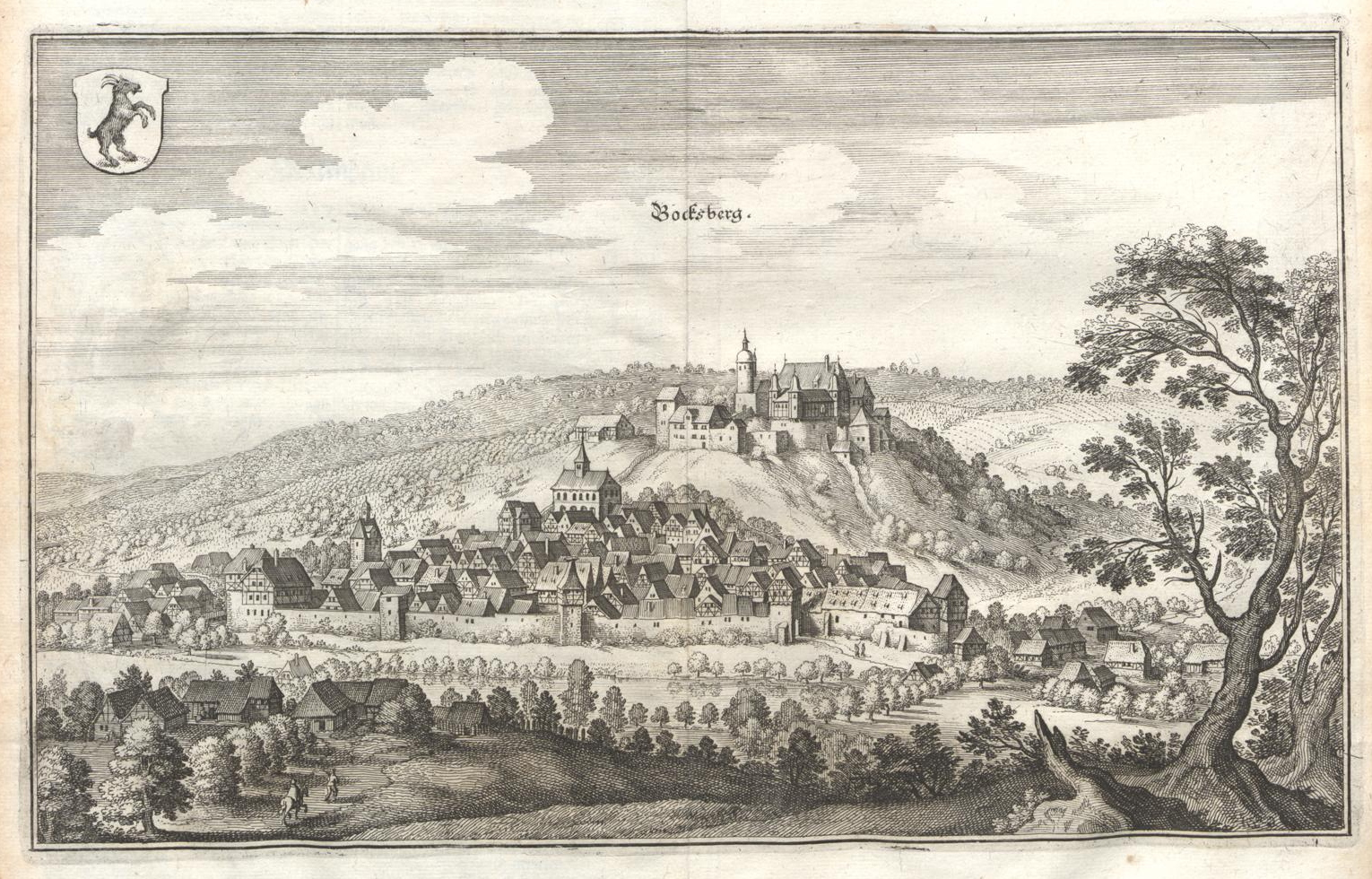
Boxberg um 1645. Kupferstich von Matthäus Merian

1523, im Kampf gegen den geächteten Melchior von Boxberg, wurde die Burg vom Schwäbischen Bund zum zweiten Mal zerstört. Der Besitz fiel erneut an die Pfalz. Ritter Albrecht von Rosenberg kam 1548 nochmals in den Besitz von Boxberg, um ihn 1561 endgültig an die Pfalz zu verkaufen. Für Boxberg folgte eine lange Herrschaft der Kurpfalz (1561 bis 1802), unterbrochen von Verpfändungen an das Hochstift Würzburg (1691 bis 1732) und den Deutschorden in Mergentheim (1732 bis 1740).
1802/03 fiel Boxberg an das Fürstentum Leiningen, 1806 an das Großherzogtum Baden. In den Jahren 1470 bis 1477 und 1523 bis 1547 war die Stadt Amtssitz. Von 1561 bis 1691 und 1740 bis 1802 konnte sich Boxberg pfälzische Amts- und Oberamtsstadt nennen. Von 1802 bis 1924 (mit Unterbrechungen 1857–1864 und 1872–1898) war Boxberg wiederum Amtsstadt. Mit der Auflösung des Amtes 1924 kam die Stadt zum Bezirksamt Tauberbischofsheim, aus dem 1938 der Landkreis Tauberbischofsheim entstand. Nach dem Zweiten Weltkrieg wurde Boxberg zunächst dem neuen Bundesland Württemberg-Baden zugeschlagen, mit dem die Stadt 1952 in Baden-Württemberg aufging. Dort gehörte Boxberg wie der gesamte Landkreis Tauberbischofsheim zunächst zum Regierungsbezirk Nordbaden.
Die heutige Stadt Boxberg wurde im Zuge der Verwaltungsreform 1972/73 aus 13 ehemals selbständigen Gemeinden neu gebildet. Für die meisten Stadtteile war Boxberg früher als Amtssitz zuständig, so dass sie alle eine gemeinsame Geschichte und Tradition über Jahrhunderte verbindet. Zeitgleich wurden zum 1. Januar 1973 auch die Kreisgrenzen neu geordnet und Boxberg kam zum neuen Tauberkreis, der seit 1974 Main-Tauber-Kreis heißt.
In den 1980er-Jahren wurde Boxberg deutschlandweit bekannt durch die Bürgerinitiative Bundschuh (benannt nach der historischen Bundschuh-Bewegung), die sich gegen eine vom Daimler-Benz-Konzern geplante Teststrecke wehrte. Die 1979 zur stellvertretenden Vorsitzenden der Bundschuh-Genossenschaft gewählte Dora Flinner konnte 1987 für Die Grünen als erste Landwirtin in den deutschen Bundestag einziehen. Die Teststrecke wurde schließlich nicht gebaut, weil das Bundesverfassungsgericht in Karlsruhe 1987 die dafür nötigen Enteignungen für unzulässig erklärte. Eine kleinere Version wird jetzt vom Bosch-Konzern betrieben.

### Gemeindereform
- Am 1. Juli 1971 wurden Kupprichhausen und Unterschüpf nach Boxberg eingemeindet.[9]
- Am 1. Dezember 1972 vereinigte sich Boxberg mit Schweigern und Wölchingen zur neuen Stadt Boxberg.[9]
- Am 1. Januar 1973 erfolgte die Eingemeindung von Angeltürn, Bobstadt, Epplingen, Lengenrieden, Schwabhausen, Uiffingen und Windischbuch nach Boxberg.[10]
- Am 1. August 1974 erfolgte die Eingemeindung von Oberschüpf.[11]

### Bevölkerung
Die Bevölkerung der Stadt Boxberg (1961 und 1970 ohne die Stadtteile) entwickelte sich wie folgt:
| Jahr        | 1961 | 1970 | 1991 | 1995 | 2005 | 2010 | 2015 | 2020 |
| ----------- | ---- | ---- | ---- | ---- | ---- | ---- | ---- | ---- |
| Bevölkerung | 1021 | 1146 | 6827 | 7303 | 7249 | 7027 | 6630 | 6718 |

Quellen: Gemeindeverzeichnis und Angaben des Statistischen Landesamtes

## Religion

### Christentum
Die katholischen Kirchen gehören zur Seelsorgeeinheit Boxberg-Ahorn im Dekanat Tauberbischofsheim des Erzbistums Freiburg.
Die evangelischen Kirchen gehören zum Kirchenbezirk Adelsheim-Boxberg der Evangelischen Landeskirche in Baden.

### Judentum
Die ehemalige Jüdische Gemeinde Angeltürn unterhielt eine Synagoge.

## Politik

### Gemeinderat
Bis 2019 wurde der Gemeinderat in Boxberg durch die Unechte Teilortswahl gewählt. Dabei wurde den Ortsteilen eine festgelegte Anzahl von Sitzen garantiert. 2023 wurde die Unechte Teilortswahl abgeschafft. Der Gemeinderat besteht seither aus 18 gewählten ehrenamtlichen Mitglieder und der Bürgermeisterin als Vorsitzende. Die Bürgermeisterin ist im Gemeinderat stimmberechtigt.
Die Kommunalwahl am 9. Juni 2024 führte zu folgendem Ergebnis.
| Partei / Liste                          | Stimmenanteil | Sitze | Ergebnis 2019    |
| --------------------------------------- | ------------- | ----- | ---------------- |
| FWV Boxberg                             | 54,28 %       | 10    | 58,6 %, 14 Sitze |
| Bürgerliste                             | 45,72 %       | 8     | 41,4 %, 10 Sitze |
| Wahlbeteiligung: 68,37 % (2019: 64,8 %) |               |       |                  |

### Bürgermeister
Bei der Bürgermeisterwahl im März 2021 wurde Heidrun Beck mit 70,8 Prozent der Stimmen ins Amt gewählt.
Siehe auch: Liste der Bürgermeister der Stadt Boxberg

### Wappen
Die Blasonierung des Wappens lautet: „In Gold auf grünem Dreiberg ein aufgerichteter schwarzer Bock.“

Wappen der Ortsteile
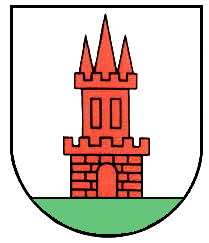
Angeltürn
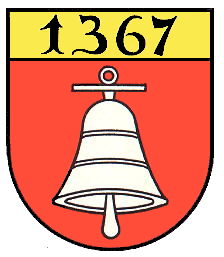
Bobstadt
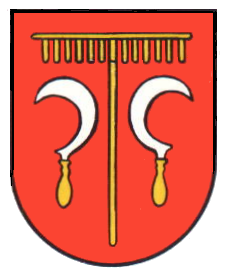
Epplingen
Kupprichhausen
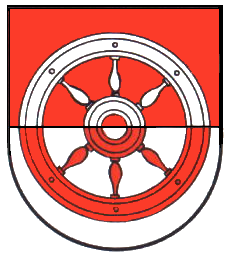
Lengenrieden
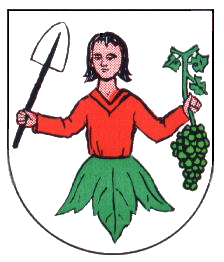
Oberschüpf
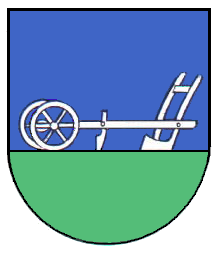
Schwabhausen
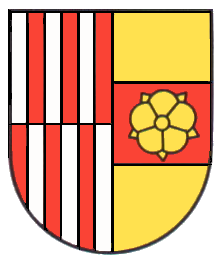
Schweigern
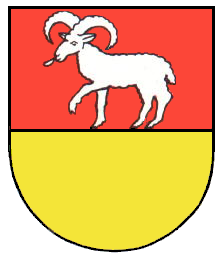
Uiffingen
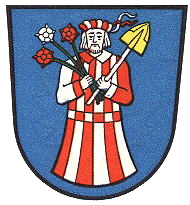
Unterschüpf
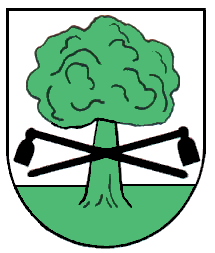
Windischbuch
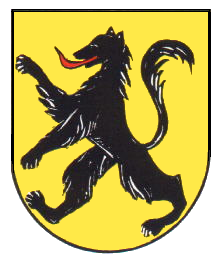
Wölchingen

### Verwaltungsgemeinschaft
Die Stadt Boxberg bildet mit der Gemeinde Ahorn zur gemeinsamen Erledigung ihrer Verwaltungsgeschäfte die vereinbarte Verwaltungsgemeinschaft Boxberg.

### Partnerschaft
Partnergemeinde ist das gleichnamige Boxberg in der Oberlausitz.

## Kultur und Sehenswürdigkeiten

### Bauwerke und Baudenkmäler

#### Burg Boxberg
Die Burg Boxberg ist nur in Fragmenten auf dem Schlossberg erhalten.

#### Stadtpfarrkirche St. Aquilinus

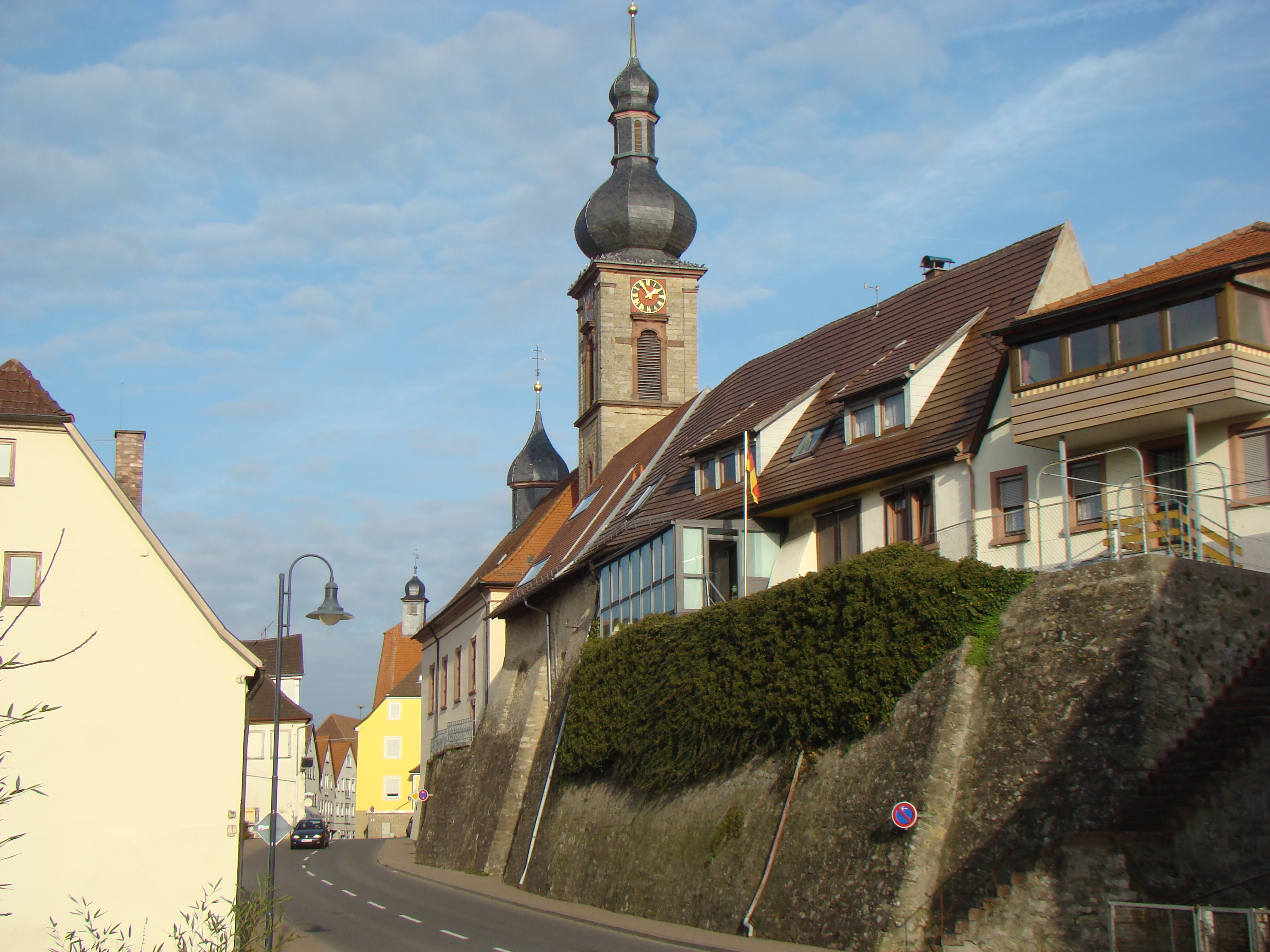
Kurpfalzstraße in Boxberg mit St. Aquilinus

Die barocke katholische Stadtpfarrkirche St. Aquilinus in Boxberg wurde in den Jahren 1709–1712 nach Plänen von Balthasar Neumann errichtet.

#### Kurpfälzisches Amtshaus
Das Kurpfälzische Amtshaus wird seit den 1970er Jahren von der Stadtverwaltung als Rathaus genutzt.

#### Frankendom Wölchingen

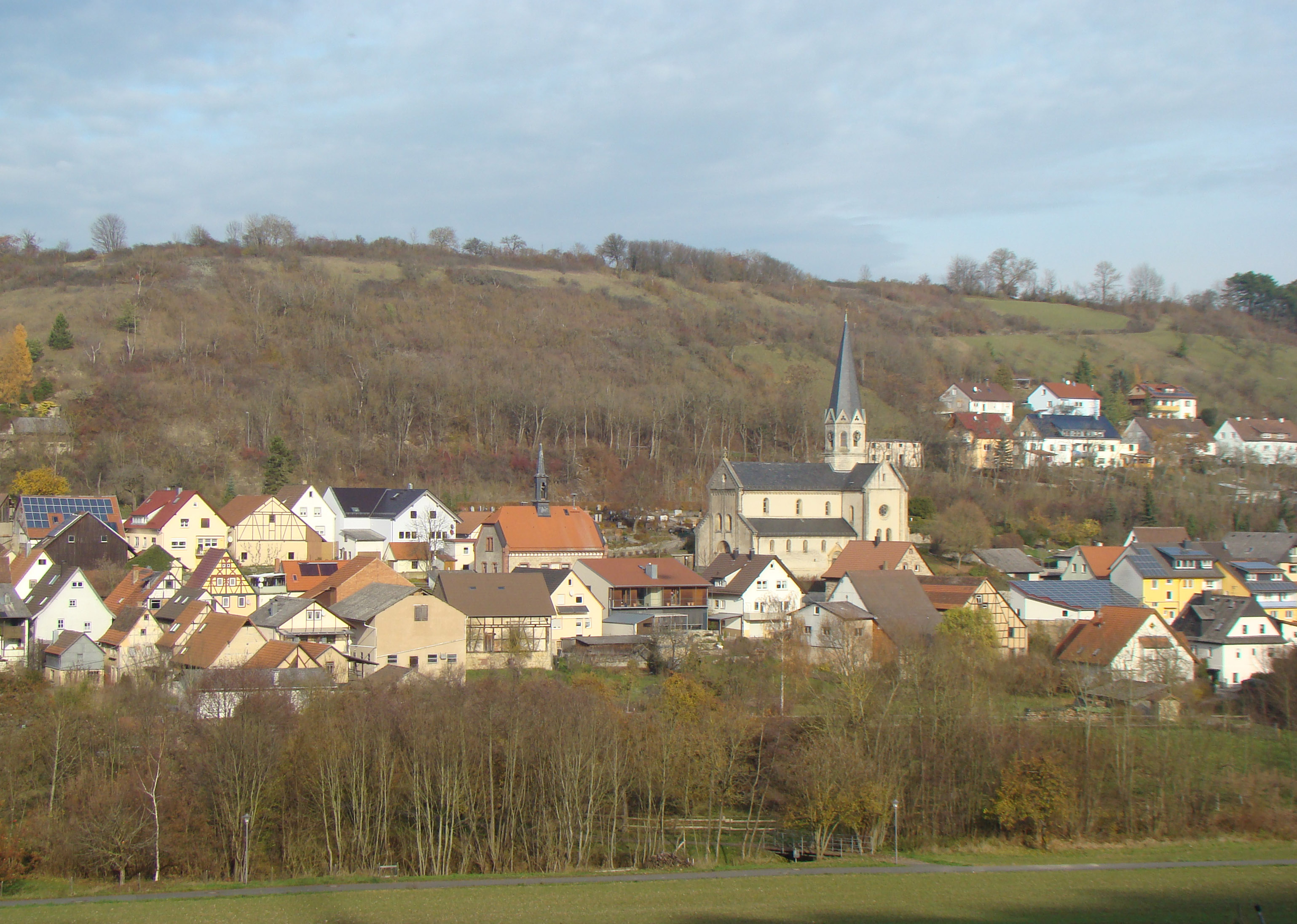
Blick auf den Ortsteil Wölchingen mit Frankendom

Die evangelische Kirche im Stadtteil Wölchingen ist als so genannter Frankendom bekannt. Vermutlich wurde die Kirche ab 1220 vom Johanniterorden erbaut. Die dreischiffige Pfeilerbasilika erhielt erst 1878/79 einen Turm.
Am Fuße des Schlossbergs erinnert ein freistehender Glockenstuhl an die evangelische Kirche, die sich dort bis ins 19. Jahrhundert in Boxberg befand.

#### Ficksches Schloss mit St. Josef
Im Stadtteil Angeltürn befindet sich das ehemalige Ficksche Schloss, das heute als Kirche St. Josef und Pfarrei genutzt wird.

#### Wehrkirche Oberschüpf
Im Stadtteil Oberschüpf befindet sich am Schüpfbach die älteste Wehrkirche Badens aus dem 12. Jahrhundert. Erwähnenswert ist, dass dort frühgotische Wandmalereien (um 1290) fast vollständig erhalten sind. Zu den weiteren Sehenswürdigkeiten des Ortsteils zählt das Neue Schloss in der Ortsmitte. Früher gab es bereits mit der ehemaligen Burg Schüpf ein Altes Schloss in Oberschüpf.

#### Schloss Unterschüpf
Im Stadtteil Unterschüpf befindet sich mit dem Schloss Unterschüpf ein ehemaliges Wasserschloss, das im Besitz verschiedener Adeliger war und seit 1982 eine Sprachheilschule beherbergt.

#### Fachwerkhäuser
In vielen Ortsteilen gibt es malerische und zum Teil sehr alte Fachwerkhäuser.

### Naherholung
Gut ausgebaute und markierte Wanderwege führen in abwechslungsreiche Mischwälder. Als landwirtschaftliche Besonderheit sind der Anbau von Dinkel und die Produktion von holzfeuer-gedarrtem Grünkern hervorzuheben.
Im Stadtteil Unterschüpf befindet sich seit 2015 eine Kneipp-Anlage am Ortsausgang in Richtung B 292 im Umpfertal.

### Museen
Das Heimatmuseum im alten Rathaus von 1610 zeigt bäuerliche Geräte (Schwerpunkt: Grünkern-Herstellung), eine Waffensammlung, Jugendstilmöbel, Kapitelle der Boxberger Burgruine, Zimmer aus dem Besitz des Heimatforschers Karl Hoffmann u. a.
Der Heimatverein Boxberg betreut die seit 1911 aufgebaute Sammlung im Alten Rathaus, gibt jährlich die Boxberger Heimathefte mit wissenschaftlichem Anspruch heraus und veranstaltet während der Maimesse jährlich eine Sonderausstellung. Er ist auch für die Pflege und weitere wissenschaftliche Erforschung der Burgruine verantwortlich.

### Rad- und Wanderwege
Boxberg liegt am Umpfertalradweg bzw. am Radweg Liebliches Taubertal – der Sportive.

## Wirtschaft und Infrastruktur

### Behörden, Gerichte und Einrichtungen
Boxberg ist Standort eines NATO-Tanklagers, das mit einer Leitung zum Tanklager in Untergruppenbach an das Treibstoff-Pipelinenetz CEPS angeschlossen ist.

### Ansässige Unternehmen

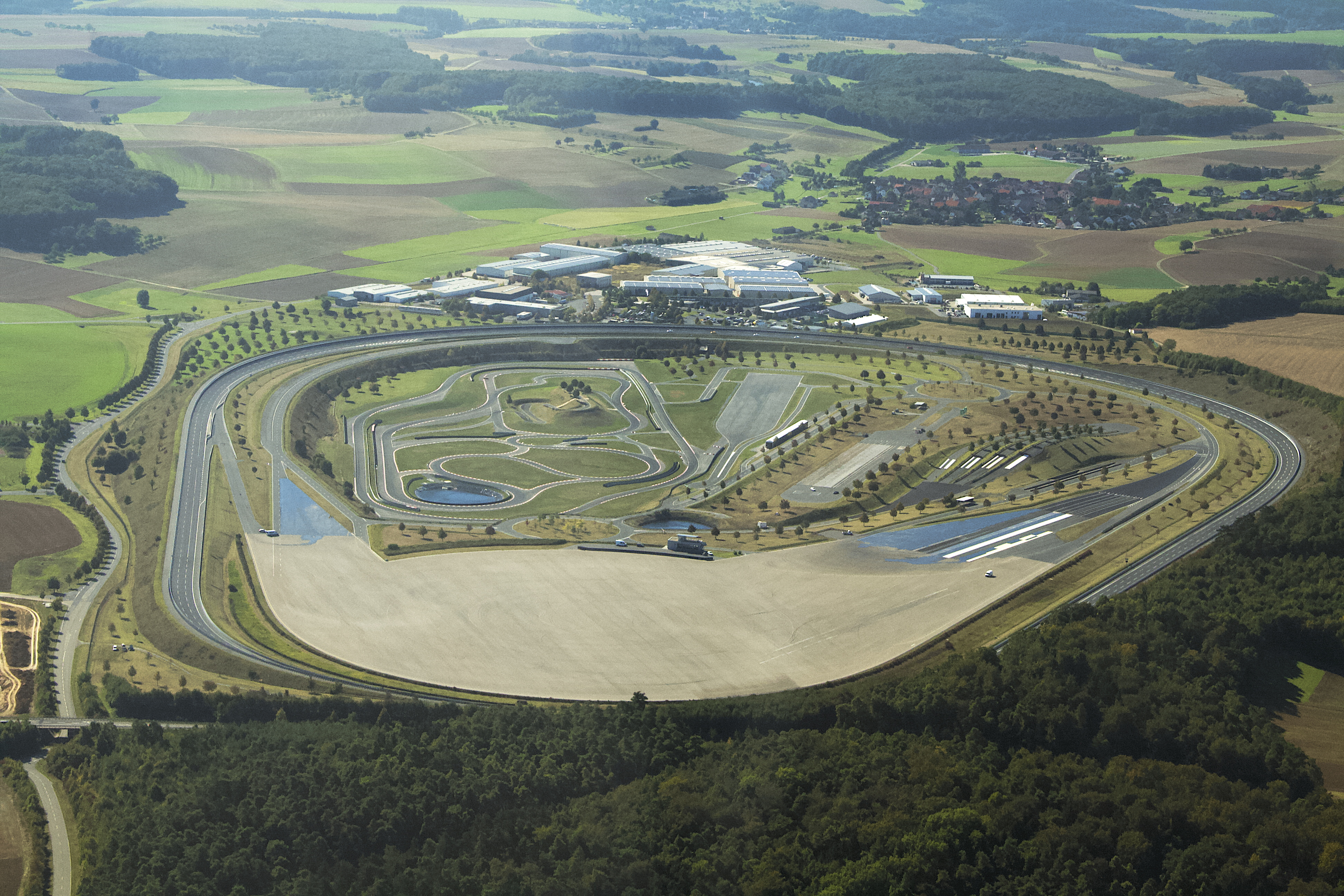
Luftbild des Testzentrums der Robert Bosch GmbH in Boxberg (Baden)

Im Stadtteil Schweigern ist der Hauptsitz des Unternehmens Hofmann Menü-Manufaktur GmbH (Hofmann-Menü), eines bedeutenden Herstellers von tiefgekühlten und frischen Gerichten für Betriebskantinen, Krankenhäuser, Altenheime und dergleichen, der in Deutschland und Österreich 1200 Mitarbeiter beschäftigt, davon rund 800 in Boxberg.
Das zuvor in Rheinstetten-Forchheim ansässige Bildungs- und Wissenszentrum Schweinehaltung, Schweinezucht (Landesanstalt für Schweinezucht) bezog 2006 einen 21 Millionen Euro teuren Neubau auf einem 17 ha großen Areal in Boxberg.
Die Robert Bosch GmbH verfügt im Ortsteil Windischbuch über eine 94 ha große Teststrecke im Gewerbegebiet Seehof.

### Verkehr

#### Straße
Boxberg liegt direkt an der Bundesautobahn 81 (Würzburg–Stuttgart) mit eigener Anschlussstelle „Boxberg“ (Anschlussstelle 5), die jedoch kurioserweise auf der Gemarkung von Ahorn-Schillingstadt liegt. Die Anschlussstelle „Ahorn“ (Anschlussstelle 4) liegt hingegen auf der Gemarkung des Boxberger Stadtteils Kupprichhausen.
Das Umpfertal wird durch die B 292 (Mosbach–Lauda-Königshofen) erschlossen. Fehlende Ortsumgehungen besonders in Schweigern und Boxberg führen zu einer starken innerörtlichen Verkehrsbelastung und sind deutliche Grenzen der Ortsentwicklungsplanung. Eine starke Entlastung brachte der Bau des Autobahnzubringers (K 2877) von Bad Mergentheim zur A 81.

#### Eisenbahn
Zwischen Boxberg und Wölchingen gibt es den Bahnhof Boxberg-Wölchingen der Frankenbahn Stuttgart–Würzburg. Dort halten Regionalbahnen nach Würzburg und Osterburken. Haltepunkte in den Ortsteilen Schweigern, Uiffingen und Unterschüpf bestehen nicht mehr.

#### Radverkehr
Durch eine Alltagsroute aus dem Radnetz Baden-Württemberg ist Boxberg über die Ortsteile Schweigern und Unterschüpf mit Lauda-Königshofen und über den Ortsteil Uiffingen und über Ahorn (Ortsteil Eubigheim) mit Osterburken und Adelsheim verbunden.
Zudem bestehen touristische Radwanderwege. Mehr dazu unter Kultur und Sehenswürdigkeiten/Rad- und Wanderwege.

#### Flugplätze
Der Flugplatz Unterschüpf liegt westlich von Unterschüpf, einem Stadtteil Boxbergs.